# Сифнеос, Андрей Фёдорович
Андре́й Фёдорович Сифне́ос (при рождении Андроник Хайтас, греч. Ανδρόνικος Χαϊτάς, 7 декабря 1897, Трапезунд — 10 февраля 1938, спецобъект «Коммунарка», СССР) — греческий политический деятель, один из руководителей Социалистической рабочей партии Греции, впоследствии 4-й генеральный секретарь центрального комитета Коммунистической партии Греции, получивший политическое убежище в СССР.

## Ранние годы и коммунистическая деятельность
Родился в 1897 году в Понте, в городе Трапезунде. По национальности — грек. Вместе с семьёй переехал в городе Сухуми в 1915 году, чтобы избежать турецких репрессий, развязанных против греческого населения с началом Первой мировой войны. Участвовал в Великой октябрьской революции, уже с 1917 года являлся членом ВКП (б). Позже учился в Коммунистическом университете трудящихся востока им. И. В. Сталина. В 1922 году приезжал в Грецию по вызову Коминтерна и начал работу в СРПГ. После ареста тогдашнего генсека ЦК КПГ Панделиса Пулиопулоса, по указанию советского посольства в Афинах, Сифнеос вместе с Константином Каракозовым были назначены высшими наставниками под руководством временно исполняющего обязанностей генсека ЦК КПГ Элефтериоса Ставридиса. В частности, Сифнеос занял должность представителя КПГ в Коминтерне. После освобождения Пулиопулоса, КПГ делялась на три фракции: сталинистскую (в ней состояли Каракозов, Захариадис, Скиталис, Сиантос, Теос, Леонидас, Пилиотис), троцкистскую (во главе с Пулиопулосом) и центристскую (во главе с Серафимом Максимосом)

## Генеральный секретарь ЦК КПГ
На 3-м партийном собрании КПГ, в марте 1927 года, фракция сталинистов (с помощью Коминтерна) восторжествовала, и сам Сифнеос был избран на должность генерального секретаря ЦК КПГ. Сталинистская фракция полностью захватила руководство партии и возглавляла её согласно с принципами Сталина и Бухарина, тогдашних руководителей Коминтерна. В сентябре 1927 года по приказу Сифнеоса были изгнаны все члены троцкистской фракции, а впоследствии, в 1928 году, и все члены центристов.
В начале 1929 года сталинистская фракция делилась на две части, начавшись так называемую фракционистскую борьбу без принципов. Противоборствующими группами были Правое крыло партии, во главе с Сифнеосом и Каракозовым и Левое крыло, во главе с профсоюзными деятелями Сиантосом, Теосом и Пилиотисом.

## Побег из тюрьмы Сингру в СССР
В сентябре 1930 Сифнеос, Каракозов, Леонидас и другие руководители КПГ были арестованы правительством Венизелоса и приговорены к 4 годам лишения свободы с отбытием срока в тюрьме Сингру. 15 апреля 1931 года, с помощью охранника, Сифнеос вместе с ним (Михаил Трандос) и 8 других членов КПГ (Георгий Буриас, Элефтериос Апостолу, Константин Каракозов, Георгий Рафтис, Георгий Леонидас, Константин Очалис, Орфеас Икономидис, Димитриос Папаригас) совершили побег из тюрьмы Сингру в Советский Союз.
В Москве, Сифнеос учился в Институте красной профессуры. Впоследствии преподавал политическую экономию в Международную ленинскую школу и Куйбышевском государственном университете.
В ходе сталинских репрессий и греческой операции НКВД 26 декабря 1937 г. был арестован и обвинён в шпионаже в пользу Греции, Германии и Японии, в составлении террористической организации (вместе с Каракозовым), цели которой были подрыв идейной работы СССР и переворот социалистического государства, над ним был назначен суд. Суд, состоявшийсь 9 февраля 1938 г., признал Сифнеоса виновным в участии в террористическую организацию, в шпионаже в пользу Греции и в антисоветскую деятельность, и приговорил его к смертной казни. Приговор был исполнен 10 февраля 1938 г., в расстрельном полигоне «Коммунарка», под Москвой
Реабилитирован 9 мая 1957 года.

## Личная жизнь
Свободно владел русским языком
Жена — Стелла Критику (греч. Στέλλα Κρητικού) — сотрудница греческого отделения Коминтерна, член КПГ, отвечала за взаимосвязь между Коминтерна и КПГ.